# Mefalsim

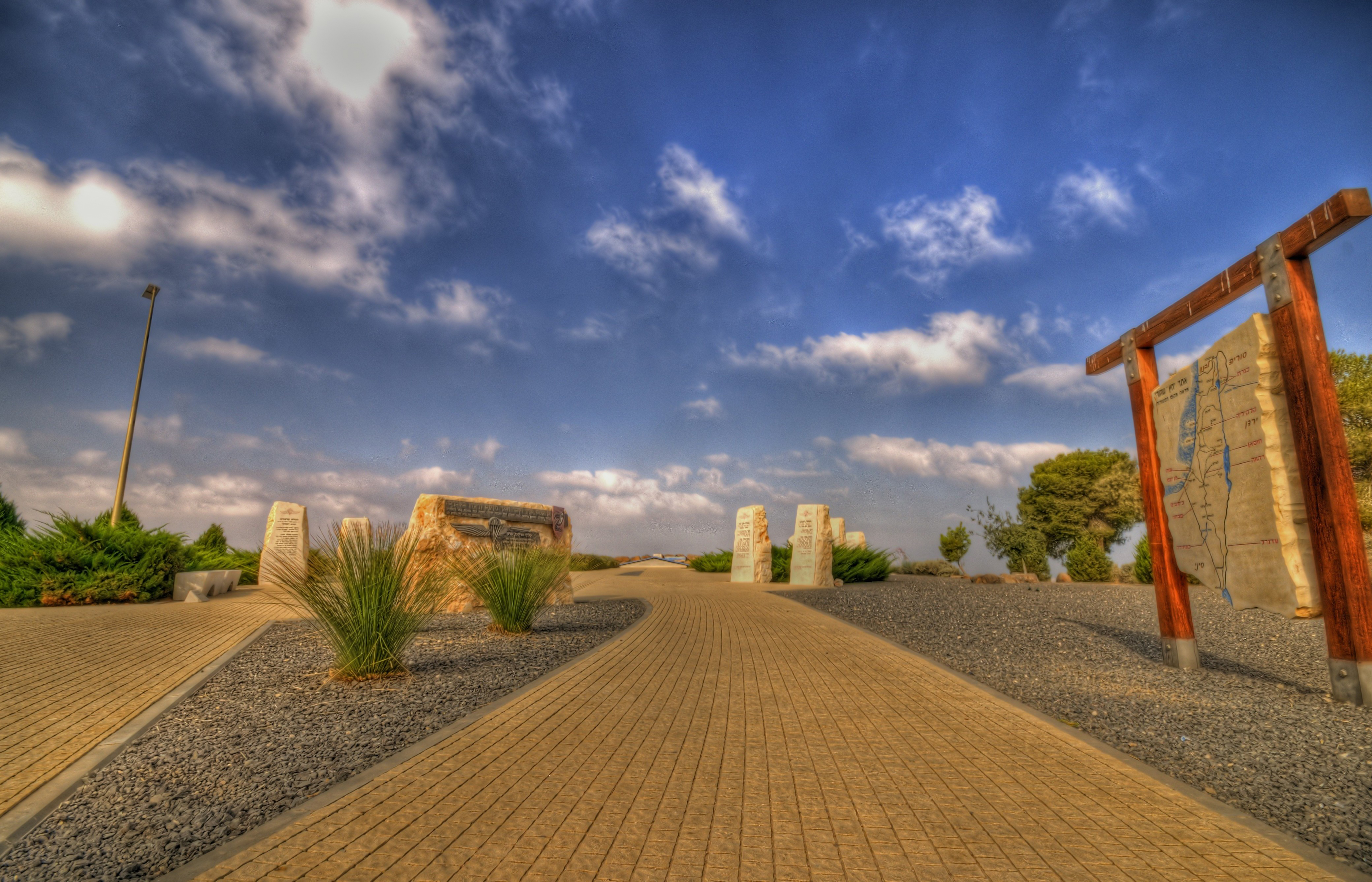
Fekete nyíl emlékmű

Mefalsim (héberül: מְפַלְּסִים) kibuc Dél-Izraelben. A Gázai övezet közelében található és a területe 11 000 dunamot fed le. A település a Sha'ar HaNegev Regionális Tanács joghatósága alá tartozik. 2021 ben 1038 lakosa volt. [1]

## Történelem

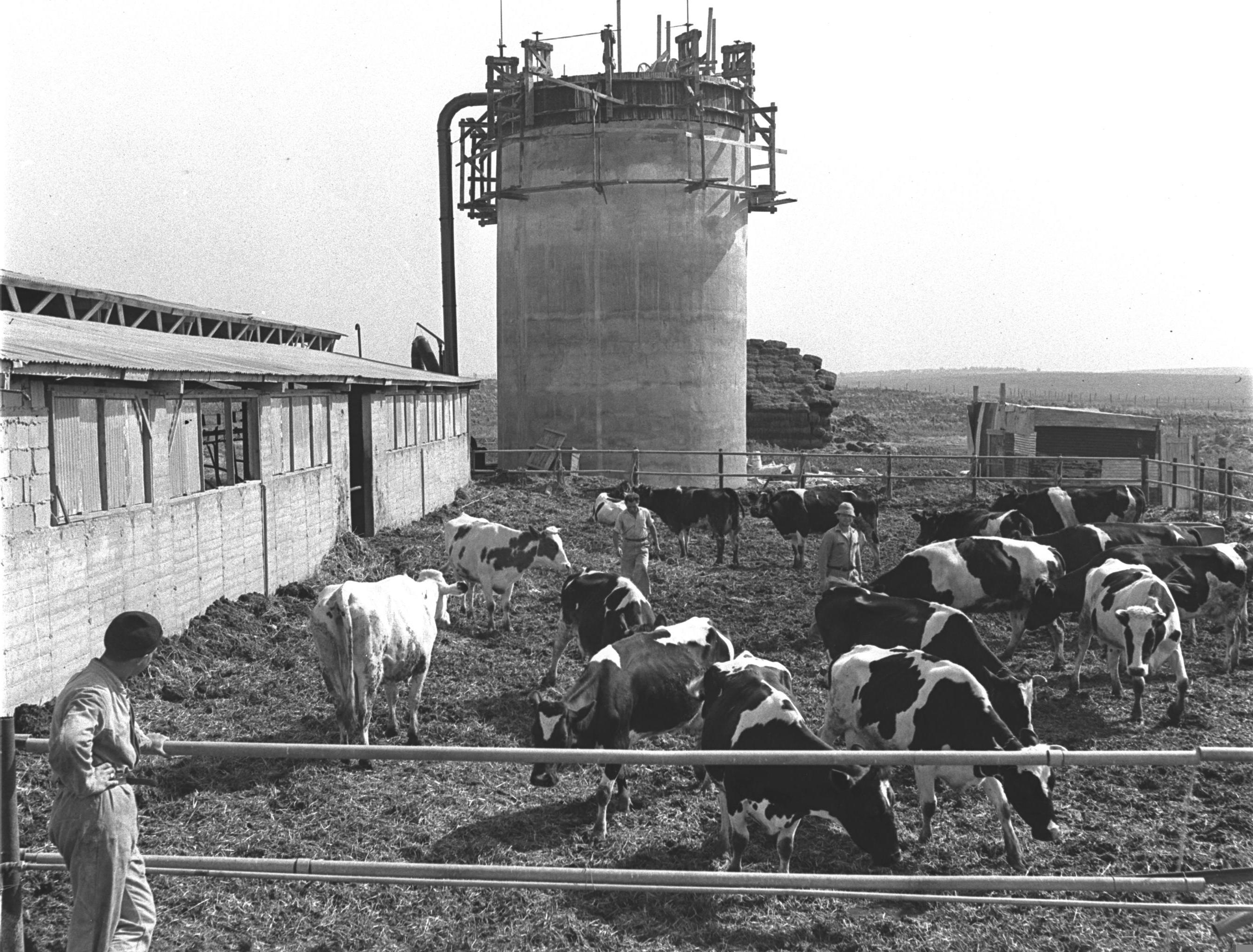
Tehénistálló Mefalsimban1955-ben

Mefalsimot 1949-ben alapították a Habonim Dror ifjúsági mozgalom tagjai, eredetileg lakónak többsége Argentínából és Uruguayból érkezett bevándorló. A "Mefalsim" nevet a latin-amerikai bevándorlók tiszteletére kapta, akik utat (lefales) nyitottak mások számára az alijához.
1966-ban Argentína izraeli nagykövete felkérte a kibuc kórust, hogy adjon elő argentin népzenét a jeruzsálemi Argentin Ház megnyitóján. Ez vezetett a Conjunto Mefalsim megalakulásához, egy argentin és latin-amerikai zenét játszó zenekarhoz, amely rádióban és televízióban is szerepelt. A zenekar több albumot is kiadott.
2005-ben a kibuc felszívta a kilakoltatott családok egy részét, miután izraeli kivonult Gázából. 2001 óta a kibucot több tucat rakéta találta el a Gázai övezetből, néhány épület meg is semmisült, köztük a település  óvodája 2012-ben 2018-ban a falu volt az első hely, ahol tűzballon okozott tűzvészt.
2023 októberében a Hamász megtámadta Mefalsimot a 2023-as Izrael-Hamász háború kezdeti támadása során. A kibuc biztonsági csapata órákon át küzdött a támadókkal és visszatartotta őket, amíg az IDF erősítése meg nem érkezett és el nem távolította a kibuchoz közeledő Hamász további fegyvereseit. A kibuc több tagja megsérült, de a közösségen belül nem történt halálos áldozat, bár legalább egy civil meghalt a kibuc kapuján kívül.

## Gazdaság
2017-ben a településnek 430 hektár citrus- és mandulaültetvénye volt. A régió más gazdálkodóihoz csatlakozva Mefalsim gyümölcstermesztői felszólították Avigdor Lieberman izraeli védelmi minisztert, hogy adjon beutazási engedélyt több száz gázainak, hogy a gyümölcsösökben dolgozhassanak. A Mefalsim-Kfar Aza egy mezőgazdasági szövetkezet, amely gyökérzöldségeket, például burgonyát és sárgarépát termeszt 14 000 dunam (körülbelül 3500 hektár) területen.
2022-ben a Shibolet Csoport egy 22 dunamnyi területet szerzett meg egy logisztikai központ létrehozásának céljából ipari vállalatok számára.

## Tereptárgyak
Az IDF emlékhelye, a Fekete Nyíl emlékmű Mefalsim külvárosában található.

## Régészet
2017-ben az Izraeli Régiségügyi Hatóság mentőásatást végzett TelʽIritben, Mefalsimtól délnyugatra. TelʽIrit egy fazekasműhely helye volt, amelyet a kutatók a késő bizánci időszakra datáltak (i. e. hatodik század vége – hetedik század eleje).

## Fordítás
Ez a szócikk részben vagy egészben  a   Mefalsim című angol Wikipédia-szócikk ezen változatának fordításán alapul.  Az eredeti cikk szerkesztőit annak laptörténete sorolja fel. Ez a jelzés csupán a megfogalmazás eredetét és a szerzői jogokat jelzi, nem szolgál a cikkben szereplő információk forrásmegjelöléseként.